# Lewis W. Wannamaker
Lewis W. Wannamaker (* 19. Mai 1923; † 24. März 1983) war ein US-amerikanischer Mikrobiologe und Facharzt für Pädiatrie.
Wannamaker studierte an der Emory University und Medizin an der Duke University. Nach der Facharztausbildung in Pädiatrie am Duke University Hospital und Willard Park Hospital war er in der US-Army im Department of Preventive Medicine an der Case Western Reserve University und baute mit Charles Rammelkamp und anderen das Streptokokken-Labor auf der Francis E. Warren Air Force Base in Wyoming auf. Dort wies er unter anderem nach, dass Behandlung von Streptokokken-Infektionen und anderer bakterieller Infektionen mit Penicillin (gegen Pharyngitis durch Streptokokken) die Entstehung von rheumatischem Fieber verhindert, wofür er 1954 den Lasker Award erhielt. Auch den Rest seiner Karriere blieb er als Wissenschaftler und Berater mit der US Army verbunden, zum Beispiel als langjähriger Direktor der Kommission für Streptokokken und Staphylokokken Infektionen. Ab 1952 war er an der University of Minnesota, wo er Professor für Pädiatrie und Mikrobiologie wurde und Leiter der Abteilung von Infektionskrankheiten bei Kindern.
Wannamaker war ein führender Experte für Streptokokken-Infektionen. Er charakterisierte mehrere Nukleasen von Streptokokken der Lancefield-Gruppe A und entwickelte aus der Antikörper-Reaktion auf diese Nukleasen einen Streptokokken-Test, der zu einem Standardtest wurde. Er untersuchte auch die Genetik und Epidemiologie von Streptokokken und deren Toxine. Beispielsweise fand er bedeutende Unterschiede in Streptokokken-Infektionen in Haut und Rachenbereich. Später untersuchte seine Gruppe die genetische Kontrolle von Zell-Oberflächen-Faktoren von Streptokokken, die für deren Virulenz wichtig sind, und die Immunantwort auf Produkte der Streptokokken.
1980 erhielt er den Robert-Koch-Preis. Er war Guggenheim Fellow und erhielt den Alexander-von-Humboldt-Preis für Senior US Scientists. Ab 1958 war er Career Investigator der American Heart Foundation. Er war Vorsitzender von dessen Komitee für rheumatisches Fieber und bakterielle Endokarditis. Er war Vizepräsident der American Society for Clinical Investigation. Im Jahr 1978 wurde er zum Mitglied der Leopoldina gewählt. 1982 wurde er Mitglied des Institute of Medicine der National Academy of Sciences.